# Ulica Jagodowa w Tarnowskich Górach
Ulica Jagodowa w Tarnowskich Górach (do 1973 roku ul. Wiejska) – główna ulica biegnąca przez dzielnicę Pniowiec miasta Tarnowskie Góry, posiadająca status drogi powiatowej klasy L o numerze 3214S powiatu tarnogórskiego.

## Przebieg

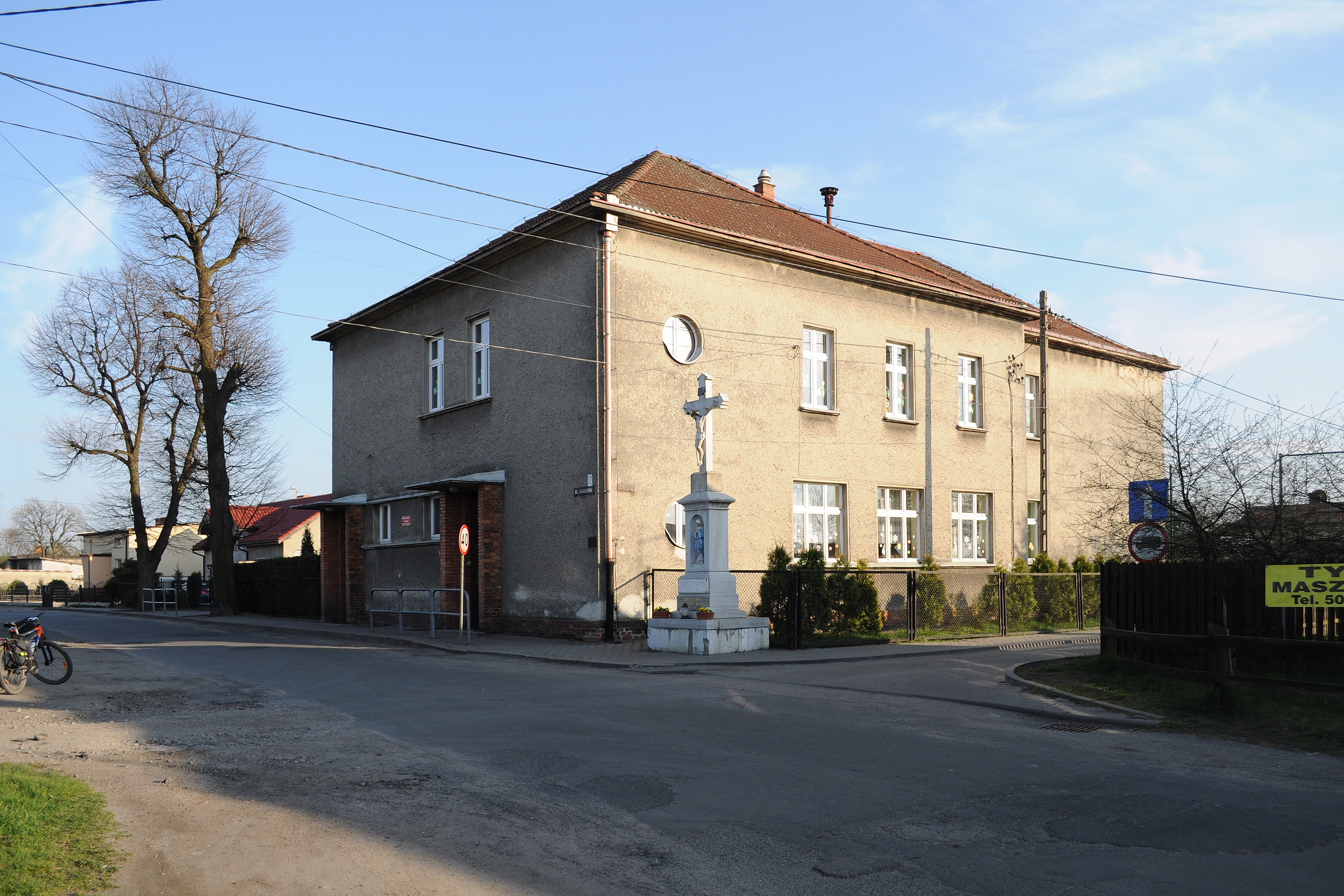
Zespół Szkolno-Przedszkolny nr 2 i krzyż przydrożny z 1899 roku u zbiegu ulic Jagodowej i Rzecznej

Ulica Jagodowa rozpoczyna się na terenie Tłuczykąta na skrzyżowaniu ulicy Chemików (drogi gminnej administrowanej przez Miejski Zarząd Ulic i Mostów w Tarnowskich Górach) z drogą leśną prowadzącą w kierunku Miasteczka Śląskiego. Dalej biegnie w kierunku zachodnim, krzyżuje się m.in. z ulicą Edukacji Narodowej – będącą częścią drogi powiatowej nr 3287S – oraz mija Zespół Szkolno-Przedszkolny nr 2, kościół Matki Boskiej Królowej Wszechświata oraz gospodę. Za skrzyżowaniem z ul. Świerkową droga odbija w kierunku północno-zachodnim, a jej nawierzchnia jest nieutwardzona. Kończy się na granicy administracyjnej Tarnowskich Gór z gminą Tworóg, a jej kontynuacją jest ul. Romualda Traugutta w Boruszowicach.

## Historia
Główna droga wsi Pniowiec, której śladem biegnie współczesna ulica Jagodowa, istnieć musiała już od zarania dziejów tej miejscowości, czyli od końca XIV wieku. Po raz pierwszy pojawia się ona na mapie okolic Tarnowskich Gór z końca XIX wieku. Początkowo nie miała nazwy. Jej pierwszą udokumentowaną nazwą była ulica Wiejska, którą nosiła prawdopodobnie w latach dwudziestolecia międzywojennego oraz od 1945 do 1973 roku, kiedy to gromada Boruszowice (której częścią był Pniowiec) włączona została do miasta Strzybnica, w którym już była jedna ulica o nazwie Wiejska (w Opatowicach).

## Obiekty

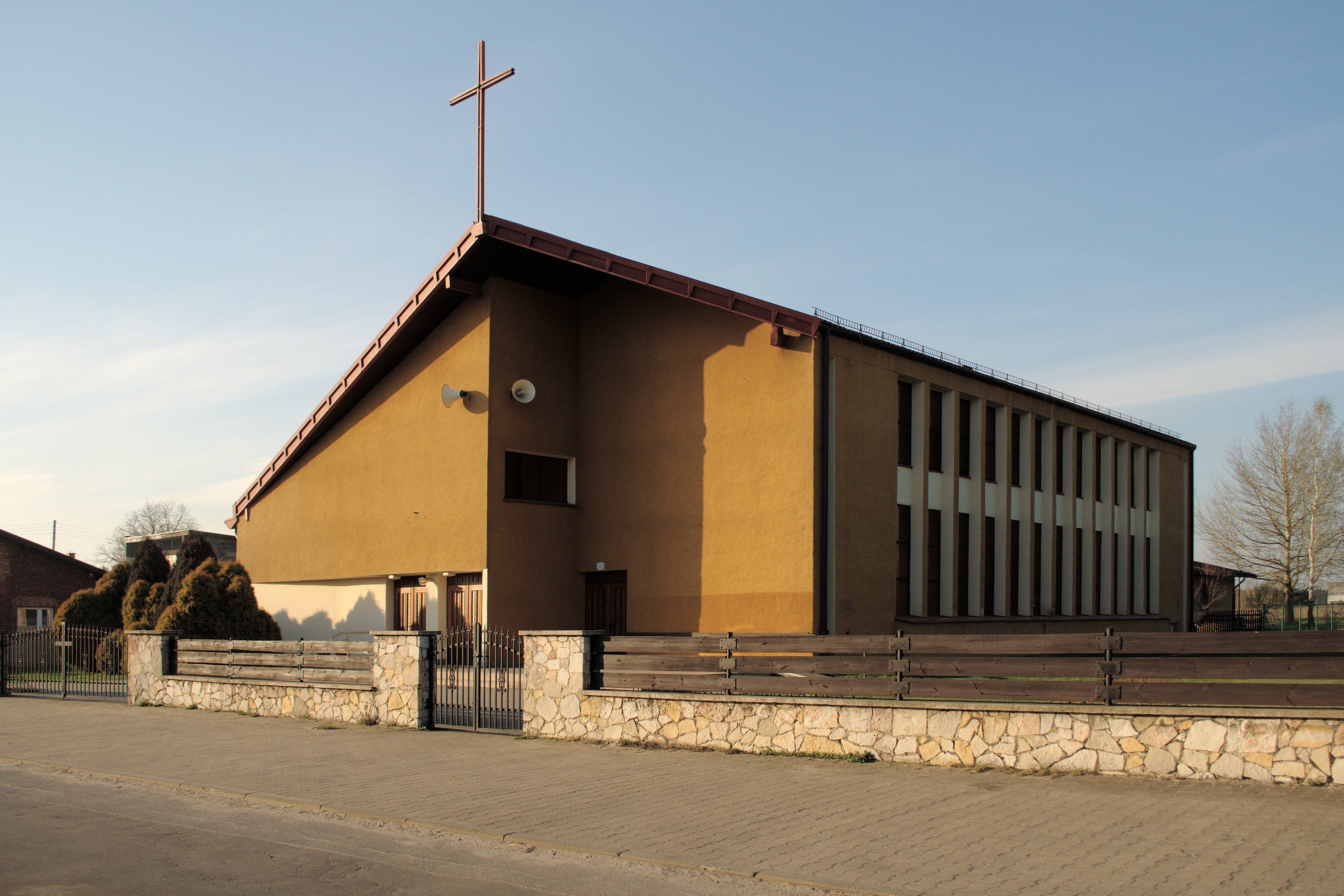
Kościół Matki Boskiej Królowej Wszechświata – ul. Jagodowa 51

Przy ulicy Jagodowej zlokalizowany był jeden obiekt ujęty w rejestrze zabytków województwa śląskiego. Była nim chałupa drewniana zrębowa z końca XIX wieku, przebudowana między 1947 a 1964 rokiem, znajdująca się przy ul. Jagodowej 134 (dawniej Wiejskiej 74). Do rejestru wpisana została 28 maja 1966, otrzymując numer A/648/66.
Oprócz tego przy ulicy znajdują się jeszcze obiekty wpisane do gminnej ewidencji zabytków miasta Tarnowskie Góry. Są to:
- stodoła z pocz. XX wieku – ul. Jagodowa 21,
- budynek Zespołu Szkolno-Przedszkolnego nr 2 z 1899 roku, przebudowany w 1938, mieszczący również siedzibę rady dzielnicy Pniowiec, a do 2017 siedzibę Filii nr 14 Miejskiej Biblioteki Publicznej im. Bolesława Lubosza w Tarnowskich Górach[8] – ul. Jagodowa 72[9],
- krzyż przydrożny z ok. 1930 roku – ul. Jagodowa 128,
- krzyż przydrożny drewniany z ok. 1980 roku (ze starszą figurą) – u zbiegu ul. Jagodowej i ul. Poczty Gdańskiej,
- krzyż przydrożny z 1899 roku – u zbiegu ul. Jagodowej i ul. Rzecznej,
- krzyż misyjny z 1978 roku – przy kościele Matki Boskiej Królowej Wszechświata.

Innymi obiektami znajdującymi się przy ul. Jagodowej są obiekty użyteczności publicznej:
- parafia i kościół Matki Boskiej Królowej Wszechświata w Pniowcu – ul. Jagodowa 51,
- Ochotnicza Straż Pożarna w Pniowcu – u zbiegu ul. Jagodowej i ul. Druha Ignacego Sowy – administracyjnie ul. Druha Ignacego Sowy 4[10],
- pętla autobusowa – u zbiegu ul. Jagodowej i ul. Okrężnej.

## Komunikacja
Według stanu z grudnia 2022 roku ulicą Jagodową kursują autobusy organizowane przez Zarząd Transportu Metropolitalnego , obsługujące następujące linie:
- 670 i 671 (Tarnowskie Góry Dworzec – Pniowiec Pętla),
- 736 (Pniowiec Pętla – Miedary Tarnogórska).

Przy ulicy zlokalizowane są przystanki autobusowe Pniowiec Gospoda oraz Pniowiec Pętla.

## Mieszkalnictwo
Według danych Urzędu Stanu Cywilnego na dzień 31 grudnia 2022 roku przy ulicy Jagodowej zameldowanych na pobyt stały było 449 osób.